# 鳄齿鱼
鳄齿鱼（学名：Champsodon capensis）为輻鰭魚綱鱸形目鱷鱚亞目鱷齒鱚科的其中一種，俗名沙涩、沙钩、鳄齿鱼、鰽鱼。分布于印度尼西亚至日本以及中国南海、东海、台湾海峡等海域，多生活于海底层。，棲息深度在水深64至552公尺，本魚身體上方褐色，下面銀色，背鰭硬棘5枚；背鰭軟條19至20枚；臀鰭軟條17至18枚。
其种加词“capensis”意为“南非开普省的/好望角的”。